# Хай живе вільна Україна
«Хай живе вільна Україна» — українська народна пісня.

## Текст пісні
- Джерело:[1][2]

| Як у Цареграді, славних козаченьків, Вражі бусурмани, вішали на гак. Глянувши востаннє на цей світ біленький, У смертну годину козак мовив так: [Chorus] Хай живе, живе вільна Україна. Хай живуть, живуть вічно козаки. Хай цвіте, хай цвіте червона калина. Нехай згинуть воріженьки на вічні віки Як вороги кляті нас на кіл сажали, Як живцем палили, у смолі пекли, Козаки у ката життя не благали Про долю країни думи їх були [Chorus] Хай живе, живе вільна Україна. Хай живуть, живуть вічно козаки. Хай цвіте, хай цвіте червона калина. Нехай згинуть воріженьки на вічні віки [Instrumental] Хто живе на світі і хто жити буде, Хто шляхи козацькі буде ще топтать, Щоб буяла воля, щоб раділи люди, – Дай їм, Бог, востаннє ці слова сказать: [Chorus] Хай живе, живе вільна Україна. Хай живуть, живуть вічно козаки. Хай цвіте, хай цвіте червона калина. Нехай згинуть воріженьки на вічні віки Хай живе, живе вільна Україна. Хай живуть, живуть вічно козаки. Хай цвіте, хай цвіте червона калина. Нехай згинуть воріженьки на вічні віки |